# Ich lasse mir nichts mehr gefallen

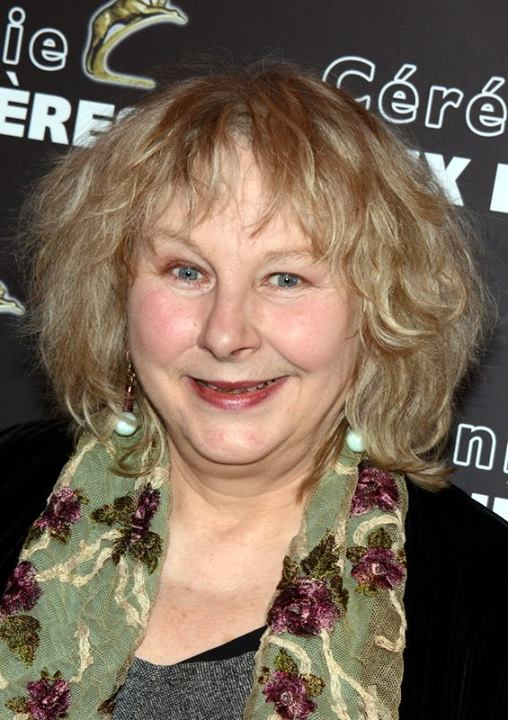
Yolande Moreau spielt Emilie (Foto von 2014)

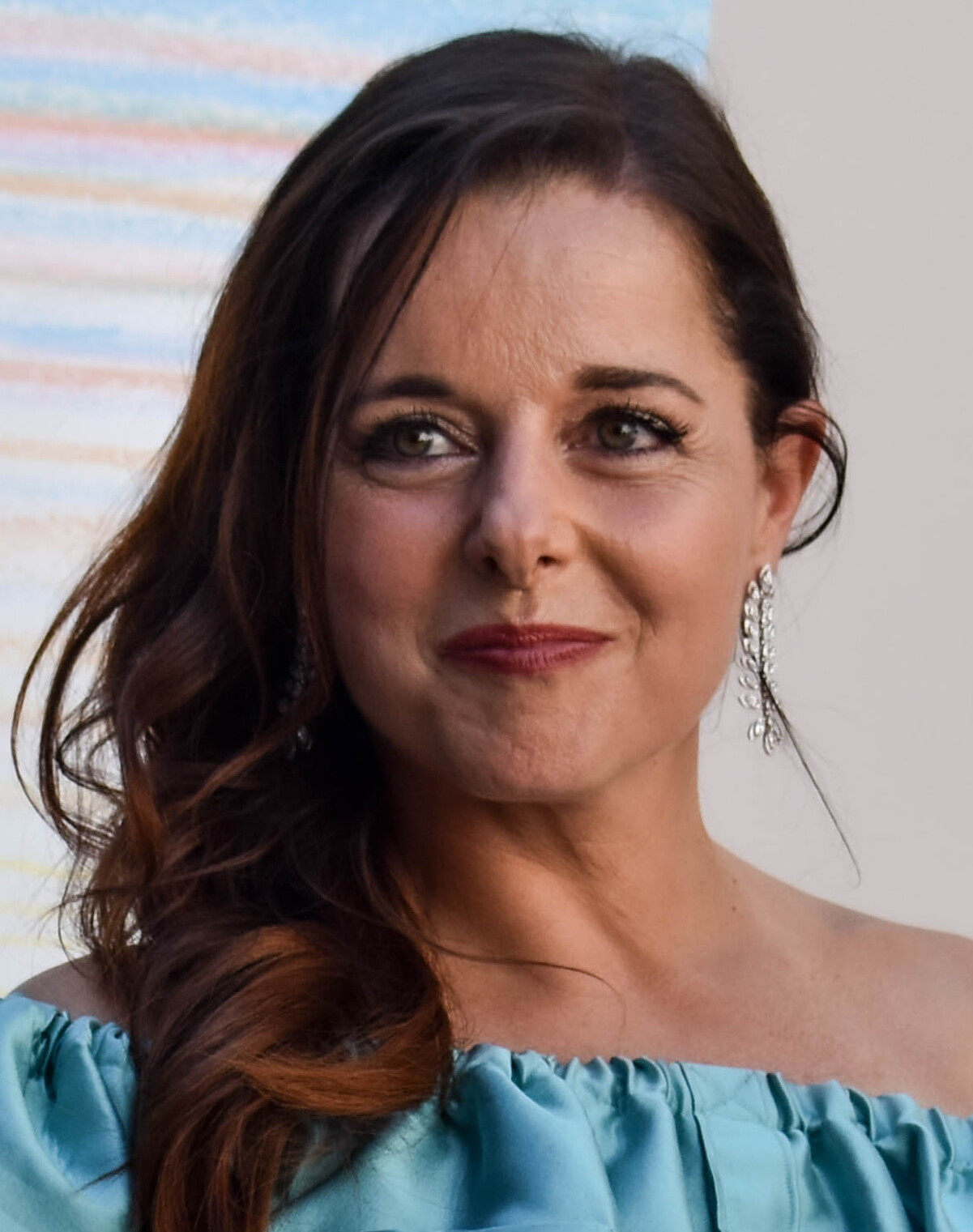
Laure Calamy spielt Lynda (Foto von 2024)

Ich lasse mir nichts mehr gefallen (Originaltitel: Je ne me laisserai plus faire) ist eine französische Filmkomödie aus dem Jahr 2024.

## Handlung
Emilie Raffrays Sohn stirbt an Krebs. Dieser Schicksalsschlag bringt auch das Problem mit sich, dass der Zuschuss des Sohnes für den Seniorenheimplatz wegfällt, was bedeuten könnte, dass sie ihren geliebten Wohnraum verliert. Doch Emilie nimmt ihr Schicksal selbst in die Hand und beschließt, sich an all denjenigen Menschen zu rächen, die sie sehr schlecht behandelten. Sie mietet sich ein Auto und beginnt ihren Feldzug. Sie beginnt mit ihrem Mitschüler Cédric, der sie damals mobbte und sie mit anderen zwang, ihre Brüste zu entblößen. Jetzt zwingt sie den Rentner mit vorgehaltenem Messer, ihr seine Hoden zeigen. Als Nächstes ist Emilies ehemalige Vermieterin an der Reihe. Der Frau, die trotz mehrfacher Anfragen nie etwas in seniorengerechte Ausstattung investieren wollte, dreht sie den Wasserhahn auf und schließt das Bad ab, sodass ein großer Wasserschaden entsteht.
Die Polizisten Nathalie und Yann beginnen in Cédrics Fall zu ermitteln und stellen im Seniorenheim Fragen. Hier trifft Nathalie ihre frühere Freundin Lynda wieder, die in dem Heim putzt und mit Emilie befreundet ist. Am nächsten Tag sucht Emilie ihren früheren Chef eines Autohauses auf, der sie aufgrund ihrer Schwangerschaft umgehend entlassen hatte. Als sie dessen Autos zerkratzt, bedroht dieser sie mit einer Pistole. Zufällig putzt Lynda auch hier, die auf Bitte des Chefs den Eindringling mit der Pistole in Schach halten soll. Doch Lynda unterstützt Emilie und bedroht jetzt den Mann mit der Pistole. Da Lynda gerade von ihrem Mann auf die Straße gesetzt wurde, beschließen die Frauen, gemeinsam mit dem Auto durch die Gegend zu fahren und Rache zu nehmen.
Sie entführen einen Taxifahrer und den Leiter eines Supermarkts. Die beiden Brüder haben Lynda vor knapp 20 Jahren auf einem Sportplatz vergewaltigt. Zur Strafe werden sie von den Frauen wie gekreuzigt am Zaun des Platzes ausgestellt. Die Frauen fahren danach ins Heim, schlafen dort und lassen sich am nächsten Morgen bunte Strähnchen machen, bevor sie zu Nathalie fahren und sich stellen. Nathalie führt ein sehr emotionales Gespräch mit Lynda über ihre gemeinsame Vergangenheit.
Nathalie bittet Yann, die beiden aus Kommissariat zu fahren, doch dieser fährt mit den Frauen zu einem Onkel. Dieser hatte ihn vor Jahren missbraucht und jetzt nutzt Yann – inspiriert durch die Racheakte – die Gelegenheit, hier endlich einzugreifen. Er nimmt den Onkel mit und bietet Emilie und Lynda an, einfach in dem Haus zu wohnen. Nathalie sucht noch einmal den Supermarktleiter auf und sagt, sie werde der damaligen Vergewaltigung nachgehen. Sie selbst war damals Zeugin des Geschehens und möchte sich jetzt endlich den Selbstvorwürfen wegen ihres jahrelangen Schweigens stellen, bevor alles verjähre.
Emilie und Lynda nehmen sich den Autoschlüssel von Yanns Onkel und machen eine Spritztour nach Italien, wo sie sich in Florenz Sandro Botticellis Geburt der Venus ansehen. Zu guter Letzt sagt Lynda, dass sie mal einen italienischen Freund hatte, der sie schlecht behandelte und wohl in der Gegend wohne.

## Besetzung und Synchronisation
Die deutschsprachige Synchronisation übernahm die EVA Studios Germany GmbH. Dialogregie führte Heike Kospach, die auch das Dialogbuch schrieb.
| Rolle                    | Darsteller      | Synchronsprecher         |
| ------------------------ | --------------- | ------------------------ |
| Émilie Raffray           | Yolande Moreau  | Denise Gorzelanny        |
| Lynda                    | Laure Calamy    | Katrin Zimmermann        |
| Émilies Schwiegertochter | Marie Gillain   | Meike Finck              |
| Yann                     | Raphaël Quenard | Timo Weisschnur          |
| Heimleiterin             | Alison Wheeler  | Marieke Oeffinger        |
| Nathalie                 | Anna Mouglalis  | Claudia Urbschat-Mingues |

## Rezeption

### Kritiken
Die Redaktion der TV Spielfilm gibt dem Film einen Daumen nach oben und resümiert: „Rache-Comedy mit schwarzem Humor.“ Die witzige Geschichte sei mit fähigen Darstellern besetzt.
Die Redaktion des Lexikons des internationalen Films gibt Ich lasse mir nichts mehr gefallen insgesamt 3 von 5 möglichen Sternen und schreibt über den Film: „Schwarzhumorige Komödie um eine unorthodoxe Rächerin und weitere skurrile Figuren, die in ein Szenario mit satirischen gesellschaftskritischen Attacken gegen Vernachlässigung von Senioren, Missbrauch und ähnlichem geschickt werden. Mit vielen einfallsreichen Details kann der Film punkten, während die eigentliche Handlung etwas dünn bleibt.“
Kritiker Oliver Armknecht gibt dem Film in seiner Besprechung auf film-rezensionen.de insgesamt 7 von 10 Punkten.